# Alcetas I de Epiro
Alcetas I (en griego: Ἀλκέτας), rey de Epiro, fue el hijo de Taripo. Se desconocen las causas por las cuales fue expulsado del reino de su padre y se refugió con Dionisio I de Siracusa. Una vez restaurado como gobernante de Epiro, se volvió aliado de los atenienses. A su muerte su reino se dividió entre sus dos hijos, Neoptólemo I de Epiro y Arribas de Epiro.